# The Mulliner Book
The Mulliner Book (British Library manoscritto 30513) è un reperto storico compilato, probabilmente fra il 1545 ed il 1570, da Thomas Mulliner, di cui praticamente non si conosce nulla, ad eccezione che nel 1563 era modulator organorum (organista) al Corpus Christi College di Oxford. Si pensa che sia stato precedentemente a Londra, dove John Heywood realizzò la pagina iniziale del manoscritto Sum liber thomas mullineri / iohanne heywoode teste. Un'annotazione successiva alla stessa pagina dice: T. Mulliner fu maestro del coro alla St Pauls school, ma questa affermazione risulta ancora non verificata. La provenienza del manoscritto non è nota prima che lo stesso apparisse nella biblioteca di John Stafford Smith nel 1776. Dopo essere passato per le mani di Edward Francis Rimbault, venne donato al British Museum nel 1877 da William Hayman Cummings.

## Contenuto
Dei 121 pezzi per tastiera più della metà si riferiscono a composizioni corali per la liturgia della chiesa cattolica e la maggior parte degli altri sono trascrizioni di canzoni e inni, di cui almeno venti di musica profana. Vi sono soltanto due danze e nessuna variazione. Vi sono anche nove pezzi per cittern, i primi conosciuti per questo strumento. I sedici compositori le cui opere figurano nel manoscritto erano fra i più importanti dell'epoca e fra essi si annoverano Thomas Tallis (18 pezzi), John Redford (35 pezzi), John Blitheman (15 pezzi), John Taverner (1 pezzo) e Christopher Tye (2 pezzi). Diciannove pezzi sono di autore ignoto.